# O Filho de José e Maria
O Filho de José e Maria é um álbum de estúdio de Odair José, lançado em LP em 1977.

## História
Em meados da década de 1970, Odair José era um dos artistas mais conhecidos da música brasileira e um dos campeões de vendas de discos no Brasil, com uma carreira voltada para o estilo romântico popular. Ligado então a Polygram, selo popular da extinta gravadora Philips, o compositor desejava fazer um álbum duplo com 24 canções que, em ordem cronológica, falasse de uma fase do protagonista, desde seu nascimento até a sua morte. O projeto resultou no álbum "O Filho de José e Maria", um disco conceitual totalmente distinto dos trabalhos românticos anteriores de Odair José e cujo protagonista era uma espécie de Jesus Cristo contemporâneo, que se envolve com drogas e coloca em dúvida sua própria condição sexual e, após longos anos de solidão e rejeição social, assume a sexualidade aos 33 anos e passa a viver plenitude da felicidade.
A inspiração para o trabalho veio da influência de livros de Gibran Kalil Gibran e do rock de Joe Walsh, Humble Pie, Jeff Beck e Peter Frampton.  Odair foi acompanhado pela banda Azymuth, tendo uma sonoridade soul
Mas os produtores da Philips não queriam lançar um álbum duplo de Odair José, muito menos com uma temática tão controversa, então o compositor transferiu-se para o selo RCA Victor, que por sua vez permitiu o lançamento do disco, mas com apenas 10 das 24 faixas pretendidas. O LP chegou ao mercado em maio de 1977 e desagradou a Igreja Católica. Odair foi ameaçado de excomunhão por, entre outras coisas, canções como "O Casamento" (cujo conteúdo diz que José e Maria não eram casados quando conceberam o seu filho e se separam lá pelo meio da história. O pretensioso disco conceitual foi o maior fracasso comercial de Odair naquela década, sendo ignorado pelo público e massacrado pela crítica musical. Após esse fiasco comercial, Odair José retomaria a linha romântico-popular, mas nunca mais alcançaria o sucesso comercial que teve naquela década.
Odair José sobre - E a partir desse disco, as pessoas começaram a fazer questionamentos sobre a minha competência para vender discos, mas foi até legal, porque você ter a obrigação de todo disco ter de vender é uma bosta. Até porque você não consegue isso a vida inteira. E se você analisar, essa coisa de fazer sucesso, fazendo músicas direto, é um ciclo de sete anos. Pode ver, todo mundo, tem raras exceções, só aguentaram sete anos, pode reparar, Beatles mesmo: sete anos."
Em 2017, o jornalista Mauro Ferreira se referiu ao álbum como "a primeira ópera-rock do universo pop nacional".

## Faixas
| Nº | Título                            | Compositores          | Duração |
| -- | --------------------------------- | --------------------- | ------- |
| 1  | Nunca Mais                        | Odair José            | 02:47   |
| 2  | Não Me Venda Grilos (Por Direito) | Odair José            | 03:10   |
| 3  | Só Pra Mim, Pra Mais Ninguém      | Odair José            | 03:00   |
| 4  | É Assim...                        | Odair José/Maxine     | 02:57   |
| 5  | Fora da Realidade                 | Odair José/David Lima | 03:54   |
| 6  | O Casamento                       | Odair José            | 06:02   |
| 7  | O Filho de José e Maria           | Odair José            | 03:11   |
| 8  | O Sonho Terminou                  | Odair José            | 03:22   |
| 9  | De Volta Às Verdadeiras Origens   | Odair José            | 02:51   |
| 10 | Que Loucura                       | Odair José            | 02:50   |

## Músicos
- Odair José: voz, violão e guitarras
- Don Charley: arranjos de cordas e metais
- Jaime Alem: guitarra e violão
- Hyldon: guitarra
- José Lanforge: voice-box e harmônica
- Robson Jorge: piano Fender Rhodes
- Ivan Conti "Mamão": bateria
- Alex Malheiros: baixo
- José Roberto Bertrami: órgão, clarinete e Arp. String

## Ficha técnica
- Direção artística: Durval Ferreira
- Coordenação artística e direção de estúdio: Guilherme Araújo
- Técnicos de gravação: Stélio Carlini, Eduardo Rapetti e Mário Jorge Bruno
- Técnico de mixagem: Luiz Carlos T. Reis
- Corte: José Oswaldo Martins e Pedro Fontanari Filho
- Arte: Rodrigo Argollo Ferrão
- Fotografia: Ivan Klingen
- Coordenação gráfica: Ney Tavora
- Gravado e mixado em 16 canais nos estúdios da RCA Victor, Rio de JaneiroNotas

1. ↑  "Eu tava no Rio e fiquei chateado com uma situação e esse senhor, o Aderbal, que me levou pra falar com o Golbery, veio me perguntar o que eu tinha. Eu expliquei e perguntei o que eu podia fazer? Eu perguntei e ele saiu da mesa. Pensei: “Qualé a desse velho? Eu pergunto uma coisa pra ele e ele sai? Deve estar ficando esclerosado”. Deu uma meia hora e ele aparece com um livro na mão. “Você me perguntou uma coisa que eu não posso responder, mas esse cara pode”. E me deu O Profeta, do Kalil Gibran. Eu comprei e li tudo dele, achava o Kalil Gibran o máximo. E foi dali que eu resolvi escrever as letras do Filho de José e Maria, eu passava o dia inteiro trancado no quarto sem fazer mais nada, só tomando vinho e lendo aquilo. E aquilo virou uma bola de neve."
2. ↑  "Eu achava o máximo o som das guitarras daquela época, do pop do Joe Walsh, aquele disco ao vivo do Peter Frampton, aquela guitarra emborrachada, só ele e três caras de apoio e vendeu vinte milhões de álbuns. Então a ideia inicial era eu ter uma banda como se fosse de garagem. Eu montei essa banda, com uns amigos. Na época, eu tava muito bem de vida, tava solteiro, não tinha compromisso com nada, passava o dia na praia do Pepino sem fazer nada e pensei, “vou fazer uma banda” e fiz. A gente ensaiava lá no Vidigal. Quando eu fui gravar, o Durval Ferreira, aquele da bossa nova, começou a por defeito nos músicos: “Esses caras não tocam porra nenhuma!”. Mas a intenção era aquilo mesmo, tipo nos Rolling Stones, que aquele cara não é o melhor baterista, mas pra aquilo ali era ele mesmo!"[3]
3. ↑  "A igreja não gostou, porque achavam que eu tava falando Jesus Cristo – e tem uma música que o cara fica doidão, outra que ele não sabe se é bicha ou macho."[3]
4. ↑  "E a partir desse disco, as pessoas começaram a fazer questionamentos sobre a minha competência pra vender discos, mas foi até legal, porque você ter a obrigação de todo disco ter de vender é uma bosta. Até porque você não consegue isso a vida inteira. E se você analisar, essa coisa de fazer sucesso, fazendo músicas direto, é um ciclo de sete anos. Pode ver, todo mundo, tem raras exceções, só aguentaram sete anos, pode reparar, Beatles mesmo: sete anos."